# Blue Flame (автомобиль)
Blue Flame — ракетный автомобиль, управляя которым 23 октября 1970 года, Гарри Габелич побил мировой рекорд скорости на автомобиле. Рекорд ФИА был установлен на высохшем соляном озере Бонневилл (штат Юта) и составлял 1014,511 км/ч на километровой дистанции и 1001,667 км/ч на дистанции в одну милю.

## Проектирование
Blue Flame был спроектирован в Милуоки, штат Висконсин, компанией Reaction Dynamics. Автомобиль работал на топливной паре из сжиженного природного газа и высококонцентрированном пероксиде водорода. Спонсором разработки выступала компания American Gas Association при техническом содействии Института газовых технологий.
Reaction Dynamics была образована в 1965 году и начинала как «DFK Enterprises» по имени основателей Даусмана (Dausman), Фарнсворта (Farnsworth) и Келлера (Keller). Дик Келлер работал в то время как научный сотрудник в Иллинойсском Технологическом Институте, который был исследовательским подразделением American Gas Association. Пит Фарнсворт был дрэг-рейсером Top Alcohol.
Двигатель «Blue Flame» разработала Reaction Dynamics, Inc. и некоторые компоненты были произведены Galaxy Manufacturing Co.
«Blue Flame» являлся последним автомобилем с абсолютным рекордом скорости на суше и единственным, преодолевшим 1000 км в час, на котором применялись резиновые шины. На всех последующих автомобилях подобного типа ставились цельнометаллические колёса, что лишило их создателей спонсорства известных производителей шин, но зато сняло ограничение в скорости для колёс в связи с опасностями разрыва резины и схода шины с обода от трения, нагрева и центробежных сил на высоких оборотах.

## Рекорд скорости
23 октября 1970 года, управляя «Blue Flame», Гарри Габелич поставил рекорды скорости 1001,667 км/ч на дистанции одна миля и 1014,511 км/ч на дистанции один километр. В соответствии с правилами, регламентирующими попытки установления рекордов скорости на автомобиле, рекорд засчитывается после прогонов в обе стороны и оба прогона должны быть совершены в течение одного часа. Затем по времени прохода мерных дистанций вычисляется средняя скорость. Максимальная скорость при заездах составила 1046 км/ч 
Теоретически при максимальной силе тяги ракетного двигателя 10.000 кгс автомобиль мог развить скорость до 1450 км/час, по другим данным 1488 км/час, но из-за ограничения гарантии производителя автомобильных шин в 1127 км/час пришлось сократить тягу двигателя до 5500 кгс и уменьшить возможную скорость 

## Наследие

### Последующие рекорды автомобилей
По такой же конструктивной схеме (узкая передняя ось – топливные баки – кабина – ракетный двигатель – широкая задняя ось) были построены ещё несколько рекордных автомобилей, это прежде всего автомобили-близнецы «Motivator» и « Budweiser Rocket». На них также использовались жидкостные ракетные двигатели с похожей силой тягой 11.000 кгс.
На автомобиле «Motivator» гонщица Китти О´Нил в 1976 году установила абсолютный мировой рекорд сухопутной скорости среди женщин 843 км/час при 60 процентной силе тяги двигателя Максимально возможная скорость для этого автомобиля осталась неизвестной, поскольку заезды Китти по спорным причинам были приостановлены, а при последующих пробных заездах другим гонщиком автомобиль был разбит из-за отказа парашюта.

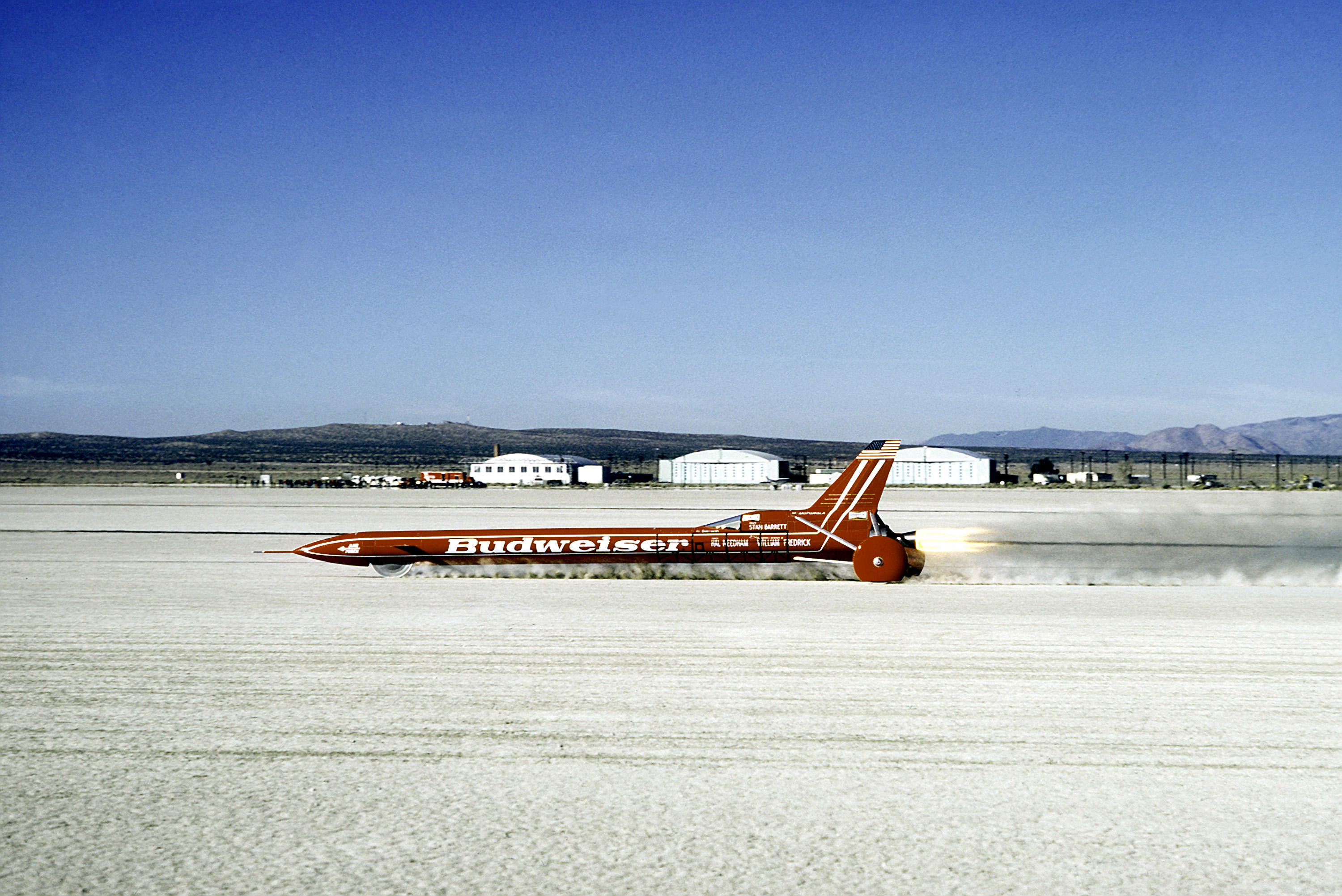
Budweiser Rocket car

Budweiser Rocket в 1979 году разогнался до более высокой скорости 1190 км/час, управлял Стэн Барретт. Чтобы более уверенно «перепрыгнуть» через звуковой барьер, на последних заездах сверху основного ЖРД был установлен  дополнительный твердотопливный ускоритель, включаемый уже на ходу, добавлявший к общей тяге ещё 2700 кгс. Но заезд не был признан рекордным сразу по нескольким причинам, причём каждая из причин в отдельности могла завернуть автомобиль от участия в официальных соревнованиях и сделать заезд только рекламной акцией производителя пива:
- заезд проводился не под контролем Международной Автомобильной ассоциации (ФИА);
- измерение скорости осуществлялось не высокоточными фотокамерами, регистрирующими время прохода автомобиля в начала и конце контрольного участка, а радиолучом радара – метод, допускающий большие погрешности;
- заезд был однократный, по правилам таких заездов должно быть два в одну и в обратную сторону в течение одного часа для исключения возможной «помощи» попутного ветра;
- самая высокая скорость длилась всего доли секунды после включения второго ракетного двигателя, что недостаточно для надёжной регистрации скорости;
- автомобиль имел три колеса вместо четырёх, а потому не мог быть официально признан автомобилем;
- дополнительный твёрдотопливный ускоритель был установлен прямо на выход парашютного отсека и мог помешать выбросу тормозного парашюта, а значит не обеспечивалась безопасность пилота.

Сводная таблица параметров трёх ракетных автомобилей похожей конструктивной схемы с возможными расчётными и реально достигнутыми максимальными скоростями
| Рекордные автомобили |           |             |              |                |               |           |           |                  |                  |
| Автомобиль           | Параметры | Параметры   | Параметры    | Параметры      | Параметры     | Параметры | Параметры | Параметры        | Параметры        |
| Автомобиль           | Длина мм  | Колёс. база | Ширина колеи | Высота стабил. | Высота кабины | Масса кг  | Тяга кгс  | Скорость расчёт. | Скорость достиг. |
| Blue Flame           | 11.610    | 7.800       | 2.130        | 2.400          | 1.400         | 2.950     | 10.000    | 1.450 км/ч       |                  |
| Blue Flame           | 11.610    | 7.800       | 2.130        | 2.400          | 1.400         | 2.950     | 5.500     |                  | 1046 км/ч        |
| Motivator            | 11.280    |             |              |                |               | 1.343     | 10.800    | 1.250 км/ч       |                  |
| Motivator            | 11.280    |             |              |                |               | 1.343     | 6.480     |                  | 965 км/ч         |
| Budweiser            | 12.100    | 8.200       | 3.410        | 2.680          | 990           | 1.476     | 10.800    | (1250)           | 1028 км/ч        |
| Budweiser            | 12.100    | 8.200       | 3.410        | 2.680          | 990           | 1.476     | 13.500    | 1.450 км/ч       | 1.190 км/ч       |
| Автомобиль           | Длина мм  | Колёс. база | Ширина колеи | Высота стабил. | Высота кабины | Масса кг  | Сила тяги | Скорость расчёт. | Скорость достиг. |
|                      |           |             |              |                |               |           |           |                  |                  |

Официально по всем правилам рекорд скорости «Blue Flame» был побит 4 октября 1983 года. Англичанин Ричард Ноубл на на своём реактивном автомобиле Thrust2 проехал дистанцию 1 миля (1,609 км) со скоростьью 1019,468 км/ч.
Следующий рекорд 1223,653 км/ч превысил скорость звука и был установлен в 1997 году на автомобиле Thrust SSC, также принадлежащем Ричарду Ноублу. Пилотировал Энди Грин.

### Дальнейшая история автомобиля
В настоящее время «Blue Flame» находится на постоянной выставке в Музее техники в Зинсхайме.